# جبل كبكب
جبل كبكب هو جبل من جبال مكة المكرمة يقع خلف عرفات في مكة المكرمة يمين النازل من الطائف متجها إلى مكة وهو من مواطن قبيلة هذيل من الجاهلية إلى الان وتسكنه قبيلة الكباكبة من هذيل.
وقال الزمخشري: كبكب : جبل لهذيل مشرف على موقف عرفه ذلك وهو من أكبر جبال مكة وأجملها طبيعة وألطفها هواء. وكبكب يقع خارج حدود مكة وهو أعلى جبل يدنو من مكة ويبلغ ارتفاع قمته عن سطح البحر نحوا من 1740  مترا ، وليس من جبل داخل حدود مكة يبلغ ارتفاعه سوى جبل الطارقي المقابل لكبكب من جهته الغربية والذي يبلغ ارتفاعه زيادة على 900  متر ، وبينهما يقع الوادي المعروف بالمغمس ويعرف نجده الشرقي بنجد كبكب .

## في الشعر
جاء ذكره في شعر امرئ القيس أقدم الشعراء الجاهليين؛ وغيره من الشعراء وأسمه الحالي موغل القدم في التاريخ .قال الأصمعي«ولهذيل جبل يقال له كبكب، وهو شرف على موقف عرفه» وسكان هذا الجبل وأوديته قبيلة الكباكبة من هذيل. وذكر هذا الموضع في الشعر كثيرا منها :
وقال: ساعدة بن جؤية:
وقال:امرؤ القيس:
وقال:أعشى قيس:
وقال:أوس بن حجر: